# Iúna (Espírito Santo)
Iúna es un municipio brasileño en el estado de Espírito Santo.
Su población en 2004 fue de unos 27.723 habitantes aproximadamente.

## Geografía
El municipio de Iúna está situado a quince kilómetros de la BR-262 y a 180 kilómetros de la capital del estado, Vitória. Parte de su área pertenece al parque nacional de Caparaó, aunque el Pico da Bandeira (el punto más alto del estado) está en el municipio de Ibitirama. En el municipio está el Pico do Colosso, con 2.849 metros.

## Historia
La historia de la región de Caparaó se puede contar desde la llegada de la familia real en 1808. En 1814, el Príncipe Regente João, hijo de María I determinó que las remesas de oro, piedras preciosas o madera debían ser remitidas obligatoriamente por Río de Janeiro.
Para ello, el gobernador de la provincia, Francisco Alberto Rubim, recibió órdenes de construir una carretera que conectara Minas Gerais con Espírito Santo. En el futuro se formarían varias aldeas en esta carretera, alrededor de los puestos militares entonces instalados.
Una de ellas fue la aldea de São Pedro de Alcântara do Rio Pardo, construida alrededor de la capilla erigida en 1855 en un terreno donado por el granjero Joaquim Ferreira Val.
La aldea estaba primero subordinada a Vitória, y luego a Cachoeiro de Itapemirim.
El 14 de julio de 1859, este asentamiento fue elevado a la categoría de parroquia; el 24 de octubre de 1890, obtuvo la emancipación de Cachoeiro de Itapemirim. La ciudad fue creada el 11 de noviembre de 1890 y se nombró con el nombre de Río Pardo.
El nombre de Iúna fue adoptado en 1943, que significa "aguas marrones" en la lengua tupí.

## Turismo
Iúna es una ciudad rica en belleza natural. Tiene potencial para el turismo de montaña, la aventura, la religión, el ecoturismo y el agroturismo. Entre las más bellas cascadas, podemos mencionar la cascada del Río Claro, el Poço das Antas, Cachoeira do Chiador. En cuanto a la aventura, la topografía permite la práctica de deportes extremos como el rápel, el rastreo y el parapente.
El Santuario de Santa Luzia está situado en Água Santa, lugar de turismo religioso, donde para los creyentes nace una pequeña fuente de agua milagrosa, es un lugar de peregrinación que recibe turistas de varias regiones de Brasil, especialmente el 13 de diciembre, cuando se celebran las fiestas de Santa Luzia. La Iglesia Parroquial de Nuestra Señora Madre de los Hombres, recientemente renovada, es una de las más bellas del estado.